# Ориуэла (футбольный клуб)
«Ориуэла» (исп. Orihuela Club de Fútbol) — испанский футбольный клуб из одноимённого города, в провинции Аликанте в автономном сообществе Валенсия. Клуб основан в 1993 году, домашние матчи проводит на стадионе «Лос Аркос», вмещающем 5 000 зрителей. В Примере и Сегунде команда никогда не выступала, лучшим результатом является 4-е место в Сегунде B в сезоне 2010/11.

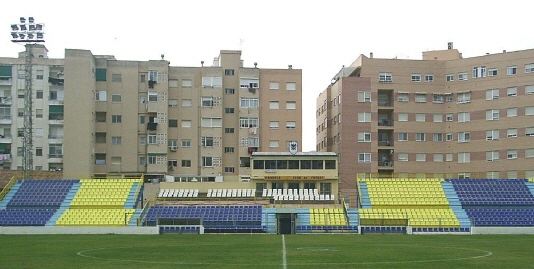
Лос Аркос

## Сезоны по дивизионам
- Сегунда B — 8 сезонов
- Терсера — 11 сезонов
- Региональные лиги — 4 сезона

## Достижения
- Терсера
  - Победитель (3): 1998/99, 2001/02, 2005/06